# Tour de Flandes 2014
El Tour de Flandes 2014 va ser la 98a edició del Tour de Flandes. Es disputà el 6 d'abril de 2014 sobre un recorregut de 259,1 km entre Bruges i Oudenaarde. És la vuitena prova de l'UCI World Tour 2014.
El vencedor de la cursa fou el suís Fabian Cancellara, que s'imposà a l'esprint en un grupet de quatre corredors que arribà destacat a la meta d'Oudenaarde. Amb aquesta victòria igualava el rècord de victòries al Tour de Flandes, amb tres, després de les aconseguides el 2010 i 2013. Rere seu finalitzaren els belgues Greg Van Avermaet, Sep Vanmarcke i Stijn Vandenbergh.

## Presentació

### Recorregut
Amb 259,1 km el recorregut manté l'esquema d'anys precedents, tot i que amb alguna modificació en l'ordre d'ascensió dels diferents murs. Després d'uns 100 primers quilòmetres sense cap dificultat a manca de 150 km els ciclistes han d'afrontar el primer dels murs, l'Oude Kwaremont. A partir d'aquest punt es fan dos circuits pels voltants d'Oudenaarde on hi ha situades totes les dificultats. Els ciclistes hauran de superar un total de 17 murs, bona part d'ells sobre pavé, així com sis trams de pavé en pla.

#### Murs
17 murs són programats en aquesta edició, la major part d'ells coberts amb pavé.
| Núm. | Nom            | Km    | Ferm   | Llargada (m) | Pendent mitjana | Km a meta |
| ---- | -------------- | ----- | ------ | ------------ | --------------- | --------- |
| 1    | Oude Kwaremont | 108,7 | pavé   | 2.200        | 4%              | 150,5     |
| 2    | Kortekeer      | 118,9 | asfalt | 1.000        | 6,4%            | 140,3     |
| 3    | Eikenberg      | 126,5 | pavé   | 1.300        | 6,2%            | 132,7     |
| 4    | Wolvenberg     | 129,5 | asfalt | 666          | 6,8%            | 129,7     |
| 5    | Molenberg      | 142,3 | pavé   | 463          | 7%              | 116,9     |
| 6    | Leberg         | 162,7 | asfalt | 700          | 6,1%            | 96,5      |
| 7    | Valkenberg     | 170,7 | asfalt | 540          | 8,1%            | 88,5      |
| 8    | Kaperij        | 181,3 | pavé   | 1.250        | 5%              | 77,9      |
| 9    | Kanarieberg    | 188,7 | asfalt | 1.000        | 7,7%            | 70,5      |
| 10   | Oude Kwaremont | 204,6 | pavé   | 2.200        | 4%              | 54,6      |
| 11   | Paterberg      | 208   | pavé   | 360          | 12,9%           | 51,2      |
| 12   | Koppenberg     | 214,6 | pavé   | 600          | 11,6%           | 44,6      |
| 13   | Steenbeekdries | 220   | asfalt | 700          | 5,3%            | 39,2      |
| 14   | Taaienberg     | 222,4 | pavé   | 530          | 6,6%            | 36,8      |
| 15   | Kruisberg      | 232,7 | asfalt | 2.500        | 5%              | 26,5      |
| 16   | Oude Kwaremont | 242,5 | pavé   | 2.200        | 4%              | 16,7      |
| 17   | Paterberg      | 245,9 | pavé   | 360          | 12,9%           | 13,3      |

#### Sectors de pavès
Els ciclistes hauran de superar 6 sectors de pavé repartits entre 90 quilòmetres.
| Núm. | Nom              | Km    | Llargada | Km a meta |
| ---- | ---------------- | ----- | -------- | --------- |
| 1    | Ruitersstraat    | 129,6 | 800      | 129,6     |
| 2    | Kerkgate         | 132,9 | 2.650    | 126,3     |
| 3    | Holleweg         | 135,5 | 350      | 123,7     |
| 4    | Paddestraat      | 147,2 | 2.300    | 112       |
| 5    | Haaghoek         | 159,8 | 2.000    | 99,4      |
| 6    | Mariaborrestraat | 218,7 | 2.000    | 40,5      |

### Equips
Als 18 equips ProTeams que tenen assegurada i obligada la seva participació, l'organització decidí convidar a set equips continentals professionals el 27 de març de 2014, per totalitzar un gran grup amb 25 equips i 200 corredors.
| Núm.    | Codi | Equip                   |
| ------- | ---- | ----------------------- |
| 1-8     | TFR  | Trek Factory Racing     |
| 11-18   | CAN  | Cannondale              |
| 21-28   | LTB  | Lotto-Belisol           |
| 31-38   | OPQ  | Omega Pharma-Quick Step |
| 41-48   | ALM  | AG2R La Mondiale        |
| 51-58   | AST  | Astana Qazaqstan Team   |
| 61-68   | BEL  | Belkin Pro Cycling Team |
| 71-78   | BMC  | BMC Racing Team         |
| 81-88   | FDJ  | FDJ                     |
| 91-98   | GRS  | Garmin-Sharp            |
| 101-108 | LAM  | Lampre-Merida           |
| 111-118 | MOV  | Movistar Team           |
| 121-128 | OGE  | Orica-GreenEDGE         |

| Núm.    | Codi | Equip                       |
| ------- | ---- | --------------------------- |
| 131-138 | EUC  | Team Europcar               |
| 141-148 | GIA  | Giant-Shimano               |
| 151-158 | KAT  | Team Katusha                |
| 161-168 | SKY  | Team Sky                    |
| 171-178 | TSC  | Team Tinkoff-Saxo           |
| 181-188 | AND  | GW Erco Shimano             |
| 191-198 | COF  | Cofidis                     |
| 201-208 | IAM  | IAM Cycling                 |
| 211-218 | MTN  | MTN Qhubeka                 |
| 221-228 | TNE  | NetApp-Endura               |
| 231-238 | TSV  | Topsport Vlaanderen-Baloise |
| 241-248 | WGG  | Wanty-Groupe Gobert         |

### Favorits
Els tres principals favorits a la victòria final són Tom Boonen, triple vencedor de la cursa (2005, 2006 i 2012) i que la setmana anterior havia finalitzat en cinquena posició en la Gant-Wevelgem, Fabian Cancellara, vencedor d'aquesta prova el 2010 i 2013 i segon en la recent Milà-Sanremo, i Peter Sagan segon en l'edició de l'any anterior i recent vencedor de l'E3 Harelbeke i tercer a la Gant-Wevelgem. Sep Vanmarcke, amb bones classificacions a la Gant-Wevelgem i l'E3 Harelbeke, també és considerat favorit.

## Classificació final
|    | Cilista                   | Equip                   | Temps      | UCI World Tour Punts |
| -- | ------------------------- | ----------------------- | ---------- | -------------------- |
| 1  | Fabian Cancellara (SUI)   | Trek Factory Racing     | 6h 15' 18" | 100                  |
| 2  | Greg Van Avermaet (BEL)   | BMC Racing Team         | m. t.      | 80                   |
| 3  | Sep Vanmarcke (BEL)       | Belkin Pro Cycling Team | m. t.      | 70                   |
| 4  | Stijn Vandenbergh (BEL)   | Omega Pharma-Quick Step | m. t.      | 60                   |
| 5  | Alexander Kristoff (NOR)  | Team Katusha            | + 8"       | 50                   |
| 6  | Niki Terpstra (NED)       | Omega Pharma-Quick Step | + 18"      | 40                   |
| 7  | Tom Boonen (BEL)          | Omega Pharma-Quick Step | + 35"      | 30                   |
| 8  | Geraint Thomas (GBR)      | Team Sky                | + 37"      | 20                   |
| 9  | Björn Leukemans (BEL)     | Wanty-Groupe Gobert     | + 41"      | –                    |
| 10 | Sebastian Langeveld (NED) | Garmin-Sharp            | + 43"      | 4                    |